# 시닝시
시닝(서녕, 중국어 간체자: 西宁, 정체자: 西寧, 병음: Xīníng, 티베트어: ཟི་ནིང་)은 중국 칭하이성의 성도이다. 면적 7,472km2, 인구는 약 190만 명으로 칭하이 성 전체 인구 522만명 중 40%를 차지하는 수치이며, 한족, 후이족, 티베트족, 몽골족 등이 산다. 지급시로 성인민정부는 청중 구(城中区)에 있다.

## 지리
시닝은 티베트고원의 동쪽 가장자리이자 황수이의 상류에 위치한다. 칭하이 성의 정치, 경제, 문화의 중심지로 평균 해발고도는 2200m이다. 이 지역의 인간의 활동의 역사는 2100년 전까지 추적해 볼 수 있다. 지금도 티베트고원의 오지와 철도, 도로로 연결되는 중요한 곳이다.
현재 다섯 개의 구와 세 개의 현, 국가급 경제기술 개발구가 지역 정부 관할하에 있다. 시닝의 인구는 200만 명이 넘어 황하의 상류 도시 중 첫 번째로 100만 명이 넘는 도시이다. 37개가 넘는 민족이 거주하지만 이 중 한족, 후이족, 투족, 티베트족만이 의미있는 수치를 가진다. 지역의 전통과 풍습은 티베트족, 투족, 무슬림과 한족에게 영향을 받았다.
시닝은 또한 시원한 여름 덕분에 "여름 휴양지 수도"로 불린다. 이 지역에는 방문해볼만한 가치가 있는 많은 유적들이 있다. 시닝에서 차로 쉽게 갈 수 있는 거리에 있는 칭하이호의 풍경은 도시의 세속적인 삶으로부터 탈출해 아름다운 자연 풍경을 경험할 수 있게 해준다. 트카 지방(황중현)은 티베트 불교 게르크파의 종조 트카파의 탄생지로 이 땅에 쿠붐·체파린사원이 건립되어 몽골, 티베트로부터 순례자, 수행 승려가 모여, 티베트 6대 승원의 하나로써 번영했다. 시닝에는 중국 북부에서 가장 큰 모스크 중 하나인 둥관 모스크, 세계에서 가장 긴 불화가 있는 박물관, 칭하이 국립 대학, 칭하이 대학, 칭하이 사범대학을 포함한 대학들, 교회, 작은 티베트 불교 사원, 최고의 요리를 선사하는 식당들이 있다.
연평균 기온은 5.5°C, 1월 평균기온 -8.9°C, 7월 평균기온 17.2°C, 연평균 강수량 372mm이다. 무상일수는 172일고 연일조시간은 2473시간이다.

### 기후
| 시닝시 (1991년~2018년)의 기후 | 시닝시 (1991년~2018년)의 기후 | 시닝시 (1991년~2018년)의 기후 | 시닝시 (1991년~2018년)의 기후 | 시닝시 (1991년~2018년)의 기후 | 시닝시 (1991년~2018년)의 기후 | 시닝시 (1991년~2018년)의 기후 | 시닝시 (1991년~2018년)의 기후 | 시닝시 (1991년~2018년)의 기후 | 시닝시 (1991년~2018년)의 기후 | 시닝시 (1991년~2018년)의 기후 | 시닝시 (1991년~2018년)의 기후 | 시닝시 (1991년~2018년)의 기후 | 시닝시 (1991년~2018년)의 기후 |
| 월                            | 1월                           | 2월                           | 3월                           | 4월                           | 5월                           | 6월                           | 7월                           | 8월                           | 9월                           | 10월                          | 11월                          | 12월                          | 연간                          |
| ----------------------------- | ----------------------------- | ----------------------------- | ----------------------------- | ----------------------------- | ----------------------------- | ----------------------------- | ----------------------------- | ----------------------------- | ----------------------------- | ----------------------------- | ----------------------------- | ----------------------------- | ----------------------------- |
| 역대 최고 기온 °C (°F)        | 13.9 (57.0)                   | 20.8 (69.4)                   | 26.2 (79.2)                   | 31.8 (89.2)                   | 30.7 (87.3)                   | 31.9 (89.4)                   | 36.5 (97.7)                   | 34.0 (93.2)                   | 29.9 (85.8)                   | 25.2 (77.4)                   | 19.3 (66.7)                   | 13.3 (55.9)                   | 36.5 (97.7)                   |
| 일평균 최고 기온 °C (°F)      | 2.1 (35.8)                    | 5.8 (42.4)                    | 11.0 (51.8)                   | 16.6 (61.9)                   | 20.2 (68.4)                   | 23.2 (73.8)                   | 25.1 (77.2)                   | 24.2 (75.6)                   | 19.6 (67.3)                   | 14.5 (58.1)                   | 8.6 (47.5)                    | 3.4 (38.1)                    | 14.5 (58.2)                   |
| 일일 평균 기온 °C (°F)        | −7.9 (17.8)                   | −3.6 (25.5)                   | 2.2 (36.0)                    | 8.3 (46.9)                    | 12.3 (54.1)                   | 15.6 (60.1)                   | 17.5 (63.5)                   | 16.6 (61.9)                   | 12.2 (54.0)                   | 6.2 (43.2)                    | −0.7 (30.7)                   | −6.3 (20.7)                   | 6.0 (42.9)                    |
| 일평균 최저 기온 °C (°F)      | −14.6 (5.7)                   | −10.4 (13.3)                  | −4.4 (24.1)                   | 1.4 (34.5)                    | 5.7 (42.3)                    | 9.2 (48.6)                    | 11.6 (52.9)                   | 11.1 (52.0)                   | 7.4 (45.3)                    | 0.9 (33.6)                    | −6.5 (20.3)                   | −12.6 (9.3)                   | −0.1 (31.8)                   |
| 역대 최저 기온 °C (°F)        | −24.9 (−12.8)                 | −20.7 (−5.3)                  | −16.9 (1.6)                   | −12.5 (9.5)                   | −2.3 (27.9)                   | 0.2 (32.4)                    | 4.2 (39.6)                    | 3.7 (38.7)                    | −1.1 (30.0)                   | −12.5 (9.5)                   | −19.0 (−2.2)                  | −26.6 (−15.9)                 | −26.6 (−15.9)                 |
| 평균 강수량 mm (인치)         | 1.8 (0.07)                    | 1.9 (0.07)                    | 8.8 (0.35)                    | 20.7 (0.81)                   | 53.8 (2.12)                   | 64.5 (2.54)                   | 81.5 (3.21)                   | 87.0 (3.43)                   | 68.0 (2.68)                   | 23.3 (0.92)                   | 5.2 (0.20)                    | 1.2 (0.05)                    | 417.7 (16.45)                 |
| 평균 강수일수 (≥ 0.1 mm)      | 3.2                           | 2.9                           | 4.9                           | 7.1                           | 11.7                          | 14.4                          | 15.4                          | 14.5                          | 14.4                          | 7.7                           | 3.2                           | 2.1                           | 101.5                         |
| 평균 강설일수                 | 5.1                           | 5.8                           | 7.0                           | 3.4                           | 0.4                           | 0                             | 0                             | 0                             | 0.1                           | 1.5                           | 4.2                           | 4.0                           | 31.5                          |
| 평균 상대 습도 (%)            | 48                            | 45                            | 46                            | 47                            | 55                            | 61                            | 66                            | 69                            | 72                            | 67                            | 58                            | 52                            | 57                            |
| 평균 월간 일조시간            | 196.7                         | 200.3                         | 223.9                         | 232.8                         | 240.5                         | 230.1                         | 223.8                         | 215.8                         | 181.4                         | 200.0                         | 201.8                         | 192.6                         | 2,539.7                       |
| 가능 일조율                   | 63                            | 65                            | 60                            | 59                            | 55                            | 53                            | 51                            | 52                            | 49                            | 58                            | 67                            | 64                            | 58                            |
| 출처: 중국기상국              |                               |                               |                               |                               |                               |                               |                               |                               |                               |                               |                               |                               |                               |

## 역사
시닝 성의 주요 부분은 역사적으로 하서회랑의 일부분이었다.
5호 16국 시대에는 남양(南涼)의 수도가 되었다. 수나라 때는 서평(西平), 하원(河源) 두 군이 되었고, 당나라 후반에는 토번에 정복되어 많은 중국인들이 살해되었다. 송나라 때 수복 되어 서녕주가 설치되었지만, 후에 다시 서하에 정복되었다. 청나라 때에는 서녕부가 놓였고, 감숙성에 속하게 되었다. 옹정제의 티베트 분할 이후, 청조의 지배하에 들어간 칭하이 지방의 칭하이 몽골인이나, 티베트계, 몽골계의 유목 집단 「40족(옥수 40족)」은 이 땅에 배치된 서녕판사대신(西寧辧事大臣)에 의해서 장관(掌管)이 되었다.
1922년 5월 22일 대지진으로 약 20만명이 사망하였다. 1929년, 국민 정부에 의해 감숙성으로부터 떨어져 암도 지방과 합치면서 칭하이 성이 설치되어 성도가 된다. 1950년 서녕시 인민 정부가 정식으로 성립하였고, 1999년 황중현, 황원현을 합병했다.

## 행정 구역

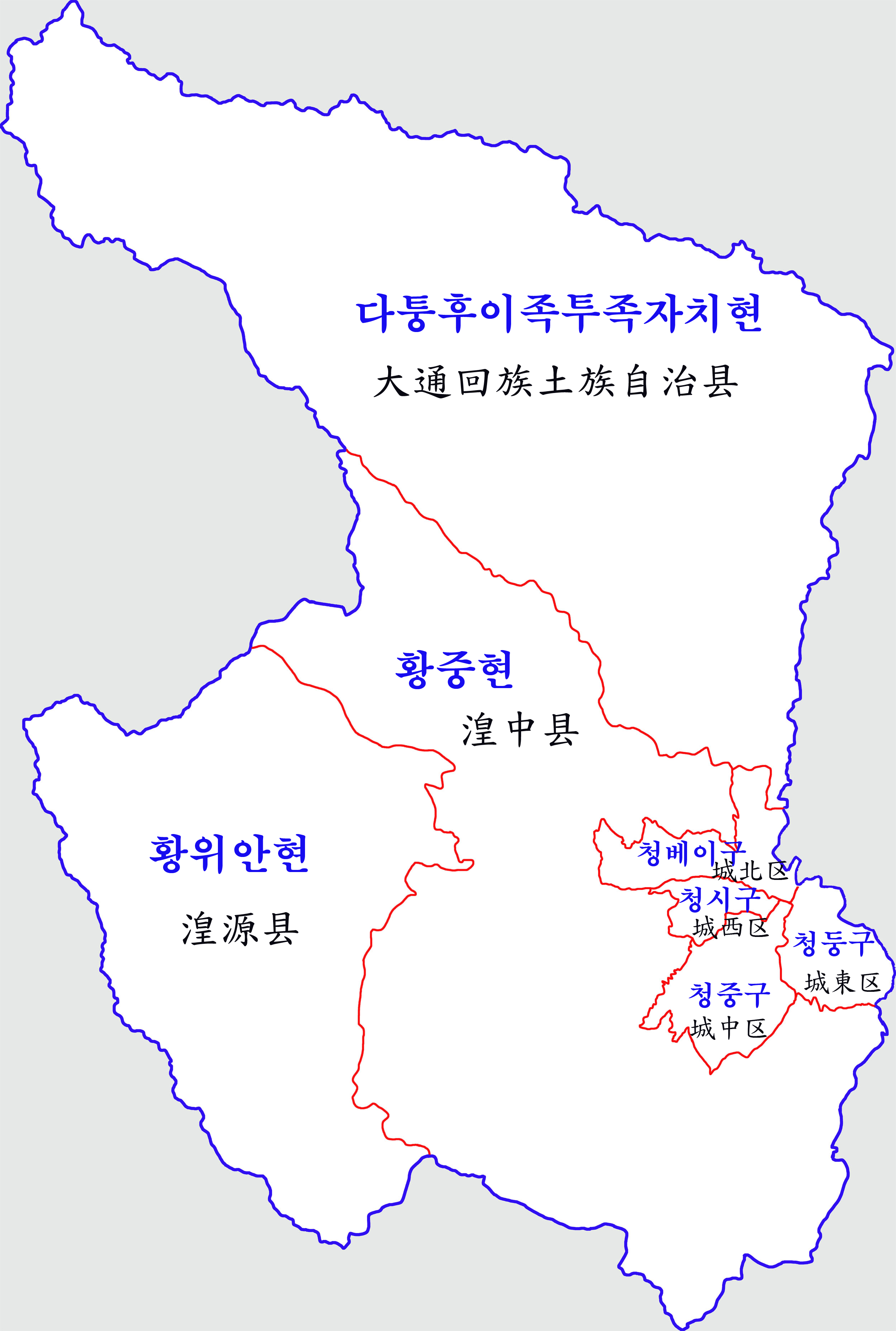
시닝의 행정구역도

4개의 시할구, 2개의 현, 1개의 자치현을 관할한다.
시할구
- 청중 구(城中区)
- 청둥 구(城東区)
- 청시 구(城西区)
- 청베이 구(城北区)

현
- 황중 현(湟中県)
- 황위안 현(湟源県)

자치현
- 다퉁 후이족 투족 자치현(大通回族土族自治県)

## 경제
2008년 1인당 GDP는 19494위안(2854달러)으로 중국 659개 도시 중 382위를 차지했다. 주요 산업은 섬유, 모피, 육류, 우유, 소금 생산이다.

## 교통
- 고속도로
  - 핑시 고속도로(平西高速公路)
  - 시황 일급도로(西湟一級公路)
  - 황다오 일급도로(湟倒一級公路)
  - 시타 고속도로(西塔高速公路)
  - 닝다 고속도로(寧大高速公路)
  - 마핑 고속도로(馬平高速公路)
  - 핑아 고속도로(平阿高速公路)
- 철도
  - 란칭 선(蘭青線)
  - 칭짱철도(青蔵鉄道)
- 공항
  - 시닝 차오자부 공항(西寧曹家堡空港)

## 교육
- - 칭하이 대학(海大学)
  - 칭하이 사범대학(青海師範大学)
  - 칭하이 의학원(青海医学院)
  - 칭하이 민족학원(青海民族学院)

## 관광
- 쿰붐 사원(塔爾寺) - 6대 티베트 전교사원
- 문성공주 기념비